# وكالة الأفلام الحكومية الأوكرانية

وكالة الأفلام الحكومية الأوكرانية

وكالة الأفلام الحكومية الأوكرانية ( (بالأوكرانية: Державне агентство України з питань кіно) المعروفة اختصاراً بـديرزكينو (بالأوكرانية: Держкіно)، هي الهيئة التنفيذية المركزية للتصوير السينمائي في أوكرانيا . تأسست عام 2011. وأصبح فيليب إلينكو رئيس الوكالة من أغسطس 2014 حتى استقالته في أغسطس 2019.

## التقييمات
منذ العام 2015، أصدرت الوكالة طريقة للتقييم بعد آخر تعديل لها وهي:
- دا: ((ДА (Дитяча аудиторія) : يعني ذلك أن الفيلم موجه للأطفال ولا يحتوي مشاهد عنيفة أو فاحشة.
- بالنسبة لـ : ((ЗА (Загальна аудиторія) : يعني أن الفيلم عائلي ومناسب للجميع.
- 12 : مناسب للأطفال بعمر 12 سنة فما فوق ؛ قد يتم قبول من تقل أعمارهم عن 12 عامًا إذا كانوا برفقة شخص بالغ لأن الآباء قد يزعجهم مشاهدة أطفالهم هذه المشاهد.
- 16 : لا يسمح للمشاهدة من قبل الأشخاص الذين تقل أعمارهم عن 16 سنة.
- 18 : لا يسمح للأشخاص الذين تقل أعمارهم عن 18 عامًا بالمشاهدة. بالإضافة إلى ذلك ، لا يجوز عرض الميزات المصنفة بـ "18" إلا في المسارح بعد الساعة 18:00 (السادسة مساءً)، ويمكن بثها على التلفزيون فقط بعد الساعة 22:00 (العاشرة ليلاً).
- مرفوض : Відмовлено: رفض التقييم من قبل الوكالة. لا يجوز عرض المحتوى أو الإعلان عنه أو توزيعه في أي مكان في أوكرانيا.
  - يمكن رفض الأفلام إذا كانت تروج للحرب والعنف والقسوة والفاشية التي تهدف القضاء على استقلال أوكرانيا

### التقييمات المستخدمة سابقاً (قبل 2015)
- 14 : مناسب للأطفال الذين تبلغ أعمارهم 14 عامًا فأكثر ؛ يمكن قبول من تقل أعمارهم عن 14 عامًا إذا كانوا برفقة شخص بالغ.
- X21 : لا يُسمح للأشخاص الذين تقل أعمارهم عن 21 عامًا بالمشاهدة. تستخدم للإشارة إلى المواد الإباحية.

## النقد
يعطي ديرزكينو الأولوية لتمويل ما يسمى بالمشاريع الوطنية. للتأهل ، فتطلب الوكالة أن تمثل اللغة الأوكرانية أو لغة تتار القرم 90 ٪ من إجمالي حوار الفيلم، من أجل مواجهة هيمنة صناعة السينما الوطنية التي ترعاها الدولة في روسيا. ذكر مقال في راديو أوروبا الحرة / راديو ليبرتي أن «البعض شبّه معايير ديرزكينو بنوع الرقابة الموجودة في البلدان الاستبدادية مثل روسيا».

## روابط خارجية
- الموقع الرسمي